# Pászkaház
A pászkaház olyan építmény, amit a húsvéti kenyér (pászka) előállítására emeltek a hitközségek. A pászka előállítása ugyanis nem szabad ipari tevékenység volt, hanem az egyházi önkormányzat joga, és ezt a jogot a hitközségek gyakorolhatták. A földművelésügyi-, ipar- és kereskedelemügyi miniszter 1887. évi 4720. és 1889. évi 14040. rendeletei szerint kihágást követ el az, aki húsvéti kenyeret:
- készít,
- árusít vagy
- a hitközség területén kívül eső helyről beszállít

anélkül, hogy erre az illetékes izraelita hitközség feljogosította volna.